# Edisto (Karolina Południowa)
Edisto – jednostka osadnicza w Stanach Zjednoczonych, w stanie Karolina Południowa, w hrabstwie Orangeburg.